# Межконтинентальный кубок по пляжному футболу 2013
Samsung Межконтинентальный кубок по пляжному футболу 2013 года (англ. Samsung Beach Soccer Intercontinental Cup 2013) — третий розыгрыш этого турнира по пляжному футболу. С 19 по 23 ноября 2013 года 8 ведущих национальных сборных из 5 конфедераций приняли участие в борьбе за трофей на Джумейра-Бич в Дубае (ОАЭ).

## Участвующие команды
| Команда   | Конфедерация | Квалификация                                         | Участие |
| --------- | ------------ | ---------------------------------------------------- | ------- |
| ОАЭ       | АФК          | Хозяин турнира                                       | 3-й раз |
| Россия    | УЕФА         | Чемпионат мира по пляжному футболу 2013 победитель   | 3-й раз |
| Мексика   | КОНКАКАФ     | КЧМ по пляжному футболу 2013 (КОНКАКАФ) третье место | 2-й раз |
| Бразилия  | КОНМЕБОЛ     | КЧМ по пляжному футболу 2013 (КОНМЕБОЛ) третье место | 3-й раз |
| Иран      | АФК          | КЧМ по пляжному футболу 2013 (АФК) победитель        | 1-й раз |
| Марокко   | КАФ          | КЧМ по пляжному футболу 2013 (КАФ) третье место      | 1-й раз |
| Швейцария | УЕФА         | Евролига по пляжному футболу 2013 третье место       | 3-й раз |
| Италия    | УЕФА         | Евролига по пляжному футболу 2013 шестое место       | 1-й раз |

## Изменения в правилах
Во время турнира стало известно о изменениях в правилах. В случае, когда исход матча решается в серии послематчевых пенальти, они проводятся не по правилу мгновенной смерти, а в серии из 3 пенальти от каждой команды. В случае ничейного результата, пенальти пробиваются правилу мгновенной смерти.
Так же в некоторых СМИ имеется информация от главного тренера сборной России об изменении времени владения мячом вратаря, его появлениям вне девяти метров, его игрой в штрафной, а также сокращением с 5 до 4 секунд времени ввода мяча из аута.
Эти изменения в правила были введены после завершения Клубного Мундиалито по пляжному футболу 2013 и, видимо, будут постоянными для всех турниров проводимых BSWW.

## Групповая стадия
10 октября 2013 года была проведена жеребьевка, на которой восемь команд разделили на две группы по четыре команды. Официальное расписание матчей было опубликовано 29 октября 2013.
Для всех матчей указано местное время в Дубае, (UTC+4).
| Обозначения                        |
| ---------------------------------- |
| Команды, которые вышли в полуфинал |

### Группа A
| Команда   | И | В | В+ | П | ГЗ | ГП | +/- | О |
| --------- | - | - | -- | - | -- | -- | --- | - |
| Швейцария | 3 | 2 | 1  | 0 | 20 | 15 | +5  | 8 |
| ОАЭ       | 3 | 2 | 0  | 1 | 9  | 8  | +1  | 6 |
| Мексика   | 3 | 1 | 0  | 2 | 11 | 11 | 0   | 3 |
| Марокко   | 3 | 0 | 0  | 3 | 11 | 17 | -6  | 0 |

| Швейцария                                                                                  | 6 – 5 (доп. вр.) | Мексика                                                                 |
| ------------------------------------------------------------------------------------------ | ---------------- | ----------------------------------------------------------------------- |
| С. Спакаротелла 8′ · Д. Станкович 16′ · С. Леу 18′ (пен.), 34′ · Ф. Борер 22′ · Н. Отт 35′ | Отчет 1 Отчет 2  | 4′, 20′ Э. Марин · 6′ А. Вилья · 7′ (авт.) С. Спакаротелла · 9′ Ф. Кати |

| ОАЭ                                          | 3 – 2           | Марокко                          |
| -------------------------------------------- | --------------- | -------------------------------- |
| Х. Альхаммади 14′, 24′ · Карим Альбалуши 28′ | Отчет 1 Отчет 2 | 27′ М. Боуджад · 34′ А. Моуфакир |

| Марокко                                                                                           | 7 – 9           | Швейцария                                                                           |
| ------------------------------------------------------------------------------------------------- | --------------- | ----------------------------------------------------------------------------------- |
| Н. Эль Хадоуи 7′ · Б. Эсаади 8′ 29′ · Н. Боулакоуаба 8′, 26′ · А. Эль Хадоуи 28′ · Х. Махбоуб 30′ | Отчет 1 Отчет 2 | 2′ Ф. Борер · 3′, 8′, 14′, 23′, 27′, 32′ Д. Станкович · 11′ Н. Отт · 19′ В. Джаегги |

| Мексика           | 1 – 3           | ОАЭ                                                                  |
| ----------------- | --------------- | -------------------------------------------------------------------- |
| Р. Вильялобос 10′ | Отчет 1 Отчет 2 | 1′ Карим Альбалуши · 30′ (пен.) Х. А. Даруаеи · 30′ Камаль Альбалуши |

| Марокко                             | 2 – 5           | Мексика                                             |
| ----------------------------------- | --------------- | --------------------------------------------------- |
| А. Эль Хамиди 22′ · А. Моуфакир 30′ | Отчет 1 Отчет 2 | 7′, 17′ А. Вилья · 21′, 36′ Х. Лопес · 26′ М. Плата |

| ОАЭ                                                   | 3 – 5           | Швейцария                                                  |
| ----------------------------------------------------- | --------------- | ---------------------------------------------------------- |
| Х. Альхаммади 1′ · М. Башир 12′ · Камал Альбалуши 25′ | Отчет 1 Отчет 2 | 3′, 11′ Д. Станкович · 4′ С. Мейер · 5′, 29′ (пен.) Н. Отт |

### Группа В
| Команда  | И | В | В+ | П | ГЗ | ГП | +/- | О |
| -------- | - | - | -- | - | -- | -- | --- | - |
| Иран     | 3 | 0 | 3  | 0 | 13 | 13 | 0   | 6 |
| Россия   | 3 | 1 | 1  | 1 | 14 | 11 | +3  | 5 |
| Бразилия | 3 | 1 | 0  | 2 | 15 | 12 | +3  | 3 |
| Италия   | 3 | 0 | 0  | 3 | 12 | 18 | -6  | 0 |

| Россия                                  | 2 – 2 (доп. вр.) | Иран                                   |
| --------------------------------------- | ---------------- | -------------------------------------- |
| Е. Шайков 5′ · Ю. Крашенинников 39′     | Отчет 1 Отчет 2  | 30′ М. Месигар · 37′ М. Ахмадзадех     |
| Пенальти                                |                  |                                        |
| И. Леонов · Ю. Крашенинников · Д. Шишин | 2 – 3            | А. Надери · М. Хоссани · М. Ахмадзадех |

| Италия           | 2 – 5           | Бразилия                                   |
| ---------------- | --------------- | ------------------------------------------ |
| Г. Гори 10′, 15′ | Отчет 1 Отчет 2 | 15′, 16′, 27′, 36′ Б. Шавьер · 19′ Цесиньо |

| Иран                                                        | 4 – 4 (доп. вр.) | Бразилия                                       |
| ----------------------------------------------------------- | ---------------- | ---------------------------------------------- |
| С. П. Хоссейни 2′ · Ф. Болоукбоши 11′, 18′ · М. Хассани 33′ | Отчет 1 Отчет 2  | 2′ Маурисиньо · 10′ Эудин · 26′, 34′ Б. Шавьер |
| Пенальти                                                    |                  |                                                |
| А. Надери · М. Хассани · М. Ахмадзадех                      | 3 - 1            | Б. Шавьер · Эудин                              |

| Россия                                                                                       | 6 – 3           | Италия                                                    |
| -------------------------------------------------------------------------------------------- | --------------- | --------------------------------------------------------- |
| А. Перемитин 5′ · А. Макаров 17′, 20′ · Е. Еремеев 18′ · Ю. Крашенинников 22′ · Д. Шишин 33′ | Отчет 1 Отчет 2 | 28′ (пен.) Г. Гори · 29′ П. Пальмаччи · 32′ Ф. Корозинити |

| Иран                                                                                             | 7 – 7 (доп. вр.) | Италия                                                                                      |
| ------------------------------------------------------------------------------------------------ | ---------------- | ------------------------------------------------------------------------------------------- |
| Ф. Боулокбаши 6′, 8′ · М. Хассани 8′ · М. Мокхтари 21′ · М. Месигар 29′, 31′ · М. Ахмадзадех 33′ | Отчет 1 Отчет 2  | 5′, 29′ П. Пальмаччи · 6′, 27′ С. ди Туллио · 7′ (пен.), 34′ А. Фраинетти · 30′ М. Леджисса |
| Пенальти                                                                                         |                  |                                                                                             |
| Ф. Боулокбаши · А. Надери · М. Хассани                                                           | 3 – 2            | Ф. Корозинити · М. Леджисса · П. Пальмаччи                                                  |

| Бразилия                                                     | 6 – 6 (доп. вр.) | Россия                                                                    |
| ------------------------------------------------------------ | ---------------- | ------------------------------------------------------------------------- |
| Б. Шавьер 16′, 26′, 36′ (пен.) · Датинья 29′, 37′ · Буру 30′ | Отчет 1 Отчет 2  | 1′ А. Шкарин · 16′, 22′ Д. Шишин · 28′, 39′ А. Макаров · 35′ А. Перемитин |
| Пенальти                                                     |                  |                                                                           |
| Д. Катарино · Маурисиньо                                     | 1 – 3            | Д. Шишин · Ю. Крашенинников · А. Перемитин                                |

## Стадия квалификации
|  | 5–8 места                | 5–8 места |                          |   | Пятое место | Пятое место |
|  |                          |           |                          |   |             |             |
|  | 22 ноября – Джумейра-Бич |           |                          |   |             |             |
|  |                          |           |                          |   |             |             |
|  | Бразилия                 | 5         |                          |   |             |             |
|  | Бразилия                 | 5         | 23 ноября – Джумейра-Бич |   |             |             |
|  | Марокко                  | 3         |                          |   |             |             |
|  | Марокко                  | 3         | Бразилия (ОТ)            | 7 |             |             |
|  | 22 ноября – Джумейра-Бич |           | Бразилия (ОТ)            | 7 |             |             |
|  |                          | Италия    | 5                        |   |             |             |
|  | Италия                   | Италия    | 5                        | 5 |             |             |
|  | Италия                   |           |                          | 5 |             |             |
|  | Мексика                  | 4         |                          |   |             |             |
|  | Мексика                  | 4         | Седьмое место            |   |             |             |
|  |                          |           |                          |   |             |             |
|  | 23 ноября – Джумейра-Бич |           |                          |   |             |             |
|  |                          |           |                          |   |             |             |
|  | Марокко                  | 2         |                          |   |             |             |
|  | Марокко                  | 2         |                          |   |             |             |
|  | Мексика                  | 3         |                          |   |             |             |

### 5-8 Полуфиналы
| Бразилия                                                         | 5 – 3           | Марокко                                                    |
| ---------------------------------------------------------------- | --------------- | ---------------------------------------------------------- |
| Маурисиньо 10′, 16′ · Датиньо 11′ · Сидней 17′ · Д. Катарино 36′ | Отчет 1 Отчет 2 | 29′ Н. Боулакоуаба · 31′ А. Эль Хамиди · 36′ Н. Эль Хадоуи |

| Италия                                            | 5 – 4           | Мексика                                     |
| ------------------------------------------------- | --------------- | ------------------------------------------- |
| П. Пальмаччи 12′, 18′, 36′ · М. Леджисса 26′, 34′ | Отчет 1 Отчет 2 | 8′, 36′ (пен.) Э. Марин · 26′, 30′ М. Плата |

### Матч за 7-е место
| Марокко                                       | 2 – 3           | Мексика                             |
| --------------------------------------------- | --------------- | ----------------------------------- |
| Н. Боулакоуаба 3′ (пен.) · А. Эль Хадаоуи 18′ | Отчет 1 Отчет 2 | 9′, 18′ Д. Замоджилни · 30′ Ф. Кати |

### Матч за 5-е место
| Бразилия                                                             | 7 – 5 (доп. вр.) | Италия                                                         |
| -------------------------------------------------------------------- | ---------------- | -------------------------------------------------------------- |
| Б. Шавьер 1′, 38′ · Эудин 9′, 35′ · Маурисиньо 23′, 37′ · Сидней 35′ | Отчет 1 Отчет 2  | 16′, 25′, 29′ П. Пальмаччи · 32′ С. Маринаи · 34′ А. Фраинетти |

## Чемпионская стадия
|  | Полуфинал                | Полуфинал |                          |    | Финал | Финал |
|  |                          |           |                          |    |       |       |
|  | 22 ноября - Джумейра-Бич |           |                          |    |       |       |
|  |                          |           |                          |    |       |       |
|  | Иран                     | 2         |                          |    |       |       |
|  | Иран                     | 2         | 23 ноября - Джумейра-Бич |    |       |       |
|  | ОАЭ                      | 1         |                          |    |       |       |
|  | ОАЭ                      | 1         | Иран                     | 4  |       |       |
|  | 22 ноября - Джумейра-Бич |           | Иран                     | 4  |       |       |
|  |                          | Россия    | 3                        |    |       |       |
|  | Швейцария                | Россия    | 3                        | 10 |       |       |
|  | Швейцария                |           |                          | 10 |       |       |
|  | Россия (ОТ)              | 11        |                          |    |       |       |
|  | Россия (ОТ)              | 11        | Матч за 3-е место        |    |       |       |
|  |                          |           |                          |    |       |       |
|  | 23 ноября - Джумейра-Бич |           |                          |    |       |       |
|  |                          |           |                          |    |       |       |
|  | ОАЭ                      | 8         |                          |    |       |       |
|  | ОАЭ                      | 8         |                          |    |       |       |
|  | Швейцария                | 7         |                          |    |       |       |

### Полуфиналы
| Иран                                | 2 – 1           | ОАЭ             |
| ----------------------------------- | --------------- | --------------- |
| М. Ахмадзадех 30′ · М. Мокхтари 31′ | Отчет 1 Отчет 2 | А. Ранджбар 30′ |

| Швейцария                                                                              | 10 – 11 (доп. вр.) | Россия |
| -------------------------------------------------------------------------------------- | ------------------ | --- |
| Д. Станкович 8′, 11′, 24′, 30′, 30′, 39′ · М. Ягги 16′ (пен.), 21′, 35′ · Ф. Борер 34′ | Отчет 1 Отчет 2    | 5′, 12′, 17′, 27′, 39′ А. Перемитин · 6′, 34′ Е. Шайков · 7′ Д. Шишин · 18′ Е. Еремеев · 31′, 39′ Ю. Крашенинников |

### Матч за 3-е место
| ОАЭ | 8 – 7           | Швейцария                                                                       |
| --- | --------------- | ------------------------------------------------------------------------------- |
| Камал Альбалуши 15′ · Х. Альхаммади 26′ (пен.), 27′, 33′, 33′ · Р. Аль Месааби 27′, 33′ · Карим Альбалуши 36′ | Отчет 1 Отчет 2 | 6′, 7′, 16′ (пен.) Н. Отт · 27′, 28′ Д. Станкович · 28′ М. Мисев · 30′ Ф. Борер |

### Финал
| Иран                                                 | 4 – 3           | Россия                                               |
| ---------------------------------------------------- | --------------- | ---------------------------------------------------- |
| М. Ахмадзадех 1′, 25′ · М. Киани 22′ · А. Надери 25′ | Отчет 1 Отчет 2 | 8′ А. Перемитин · 24′ Д. Шишин · 30′ (авт.) М. Киани |

## Награды
| Лучший игрок (MVP)  | Лучший игрок (MVP) | Лучший игрок (MVP) | Лучший игрок (MVP) |
| ------------------- | ------------------ | ------------------ | ------------------ |
| Мохаммад Ахмадзадех |                    |                    |                    |
| Лучший бомбардир    |                    |                    |                    |
| Деян Станкович      |                    |                    |                    |
| 17 голов            |                    |                    |                    |
| Лучший вратарь      |                    |                    |                    |
| Андрей Бухлицкий    |                    |                    |                    |

## Лучшие бомбардиры
| Место | Игрок              | Голов |
| ----- | ------------------ | ----- |
| 1     | Деян Станкович     | 17    |
| 2     | Бруно Шавьер       | 11    |
| 3     | Паоло Пальмаччи    | 9     |
| 4     | Анатолий Перемитин | 8     |
| 5     | Ноэль Отт          | 7     |

## Итоговое положение команд
| Место | Команда   |
| ----- | --------- |
| 1     | Иран      |
| 2     | Россия    |
| 3     | ОАЭ       |
| 4     | Швейцария |
| 5     | Бразилия  |
| 6     | Италия    |
| 7     | Мексика   |
| 8     | Марокко   |